# زوپووه
زوپووه (به لهستانی:  Zopowy) یک روستا در لهستان است که در گمینا گووبچتسه واقع شده‌است.